# 宮前区

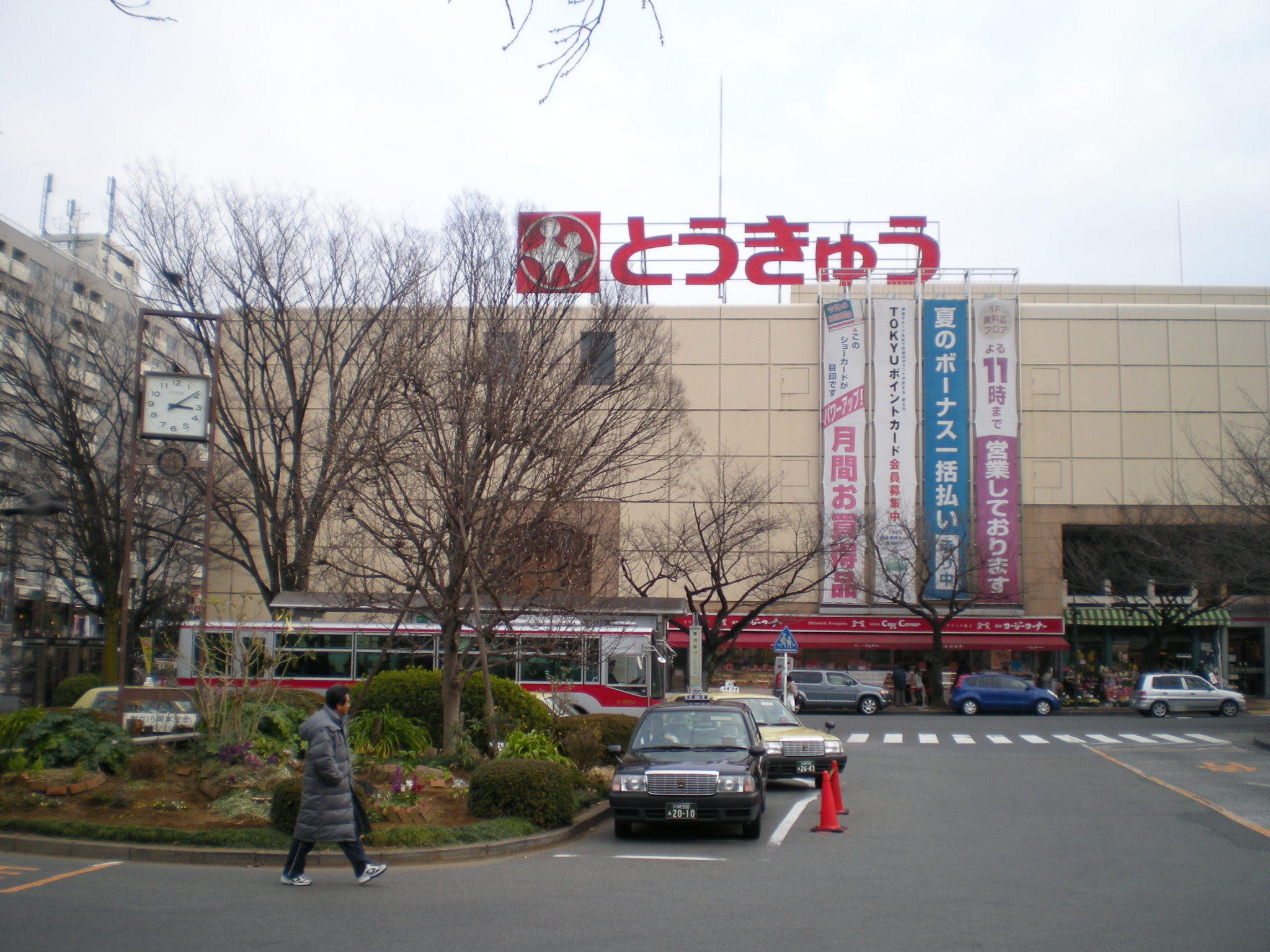
鷺沼駅前

宮前区（みやまえく）は、川崎市を構成する7行政区のうちの一つ。

## 地理
宮前区は多摩丘陵上に位置し、区全域で起伏に富んだ地形を有する。そのため、平地はいくつかの川に沿った地域および台地上の狭い地域のみである。そのため、坂が非常に多い。
当区がまだ存在しなかったころ、東急田園都市線開通までは都心に近い立地を生かした農業を行うのどかな農村の体であったが、同線の開通・東名高速道路東名川崎インターチェンジの設置以降、急速に人口が増加し、都市化が進んだ。もっとも、住民の多くは東京都内へ通勤・通学を行っており、東京のベッドタウンとしての位置づけが大きい。20万人の人口を有しながら高校が1校しかないことがそれを物語っている。商業的にも高津区・青葉区・そして東京都内の比重が大きい。
- 河川：矢上川、平瀬川、有馬川
- 坂：富士見坂、長坂、さくら坂、堂脇坂など
  - 近年、宮前区は積極的に区内の坂に愛称をつけ、坂名の由来を示す碑を立てている。

### 隣接している自治体・行政区
- 川崎市の区
  - 高津区、多摩区、麻生区
- 横浜市（都筑区、青葉区）

## 歴史
この地域は古くから人の定着があったらしい。東高根遺跡や馬絹古墳、白井坂埴輪窯跡などの遺跡があるほか、影向寺は7世紀の創建で県内屈指の古刹という。
- 明治以前は武蔵国橘樹郡であった。

近世は、水はけの良い地質から畑作農業が中心となり、江戸・東京に近い立地から、果物の栽培や花の栽培が行われていた。昭和初期に地域は川崎市に編入されて同市の一部となるが、その後も戦後しばらくは交通過疎地帯であるために、のどかな農村の体を有していたようである。
もっとも、1966年（昭和41年）の田園都市線開通によって地域は激変する。東京に近いという立地から、東京のベッドタウンとして人口が急激に増加し、街も都市化する。宮前区は当初、高津区の一部に含まれていたが、人口が増加したためにその後に分区され、現在に至っている。

### 年表
- 1889年（明治22年）4月1日 - 町村制施行に伴い、橘樹郡宮前（みやさき）村、向丘（むかおか）村ができる。
- 1938年（昭和13年）10月1日 - 向丘村、宮前村が川崎市に編入される。
- 1972年（昭和47年）4月1日 - 川崎市の政令指定都市移行に伴い、高津区発足。
- 1982年（昭和57年）7月1日 - 高津区より分区され宮前区が発足[1]。

### 区名の由来
宮前区の名前は、宮前区の地域を構成した村のひとつ、宮前村に由来する。宮前村は「みやさきむら」と読むが、宮前区が成立した際に漢字のみを継承し、読みは平易なものに改められた。
- なお、逆に読みの方を継承するのが宮前区内の地名「宮崎」（ただし、「みやざき」）である。

宮前村成立時、村の中央に役場が置かれたのであるが、その村役場の置かれた地が女躰権現社（現馬絹神社）から梶ヶ谷にかけての字名「馬絹村字宮ノ前（みやのまえ）」であったことが宮前村の名前の由来である。「宮ノ前」とは同社の前の土地という意味である。
昭和57年（1982年）分区の際、区名の命名を一般公募し1位の宮前区に決定。
|   | 名称   |
| 1 | 宮前区 |
| 2 | 橘区   |
| 3 | 宮崎区 |
| 4 | 有馬区 |

## 人口
- 1985年　160,575
- 1990年　177,742
- 1995年　185,485
- 2000年　200,040
- 2005年　207,895
- 2010年　218,867
- 2015年　225,594
- 2020年　233,728
- 2023年　234,631

## 町名
宮前区内では、一部の区域で住居表示に関する法律に基づく住居表示が実施されている。住居表示実施前の町名等欄で下線がある町名はその全部、それ以外はその一部であり、その町名の末尾に数字がある場合には丁目を表す。なお、川崎市の町名の丁目にはアラビア数字が広く使用されているため、町名欄はアラビア数字で統一している。
| 町名          | 町名の読み       | 町区域設定年月日 | 住居表示実施年月日 | 住居表示実施前の町名等                                                           | 備考 |
| ------------- | ---------------- | ---------------- | ------------------ | -------------------------------------------------------------------------------- | ---- |
| 向ケ丘        | むかいがおか     | 1951年xx月xx日   | 未実施             |                                                                                  |      |
| けやき平      | けやきだいら     | 1985年11月5日    | 1985年11月5日      | 向ケ丘字南平                                                                     |      |
| 神木1丁目     | しぼく           | 1971年11月1日    | 未実施             |                                                                                  |      |
| 神木2丁目     | しぼく           | 1971年11月1日    | 未実施             |                                                                                  |      |
| 馬絹1丁目     | まぎぬ           | 2016年10月17日   | 2016年10月17日     | 馬絹字小台・字平台                                                               |      |
| 馬絹2丁目     | まぎぬ           | 2016年10月17日   | 2016年10月17日     | 馬絹字寺台・字矢尻                                                               |      |
| 馬絹3丁目     | まぎぬ           | 2016年10月17日   | 2016年10月17日     | 馬絹字寺台・字矢尻                                                               |      |
| 馬絹4丁目     | まぎぬ           | 2017年11月20日   | 2017年11月20日     | 馬絹字矢尻・字矢中                                                               |      |
| 馬絹5丁目     | まぎぬ           | 2017年11月20日   | 2017年11月20日     | 馬絹字矢尻・字矢中・字川端・字宮前                                               |      |
| 馬絹6丁目     | まぎぬ           | 2017年11月20日   | 2017年11月20日     | 馬絹字堂脇・字平台・字寺台・字矢尻・字川端・字宮前・字後谷・字長坂、宮崎字三ツ又 |      |
| 小台1丁目     | こだい           | 1975年2月1日     | 未実施             |                                                                                  |      |
| 小台2丁目     | こだい           | 1975年2月1日     | 未実施             |                                                                                  |      |
| 土橋1丁目     | つちはし         | 1972年2月1日     | 未実施             |                                                                                  |      |
| 土橋2丁目     | つちはし         | 1976年5月1日     | 未実施             |                                                                                  |      |
| 土橋3丁目     | つちはし         | 1976年5月1日     | 未実施             |                                                                                  |      |
| 土橋4丁目     | つちはし         | 1976年5月1日     | 未実施             |                                                                                  |      |
| 土橋5丁目     | つちはし         | 1976年5月1日     | 未実施             |                                                                                  |      |
| 土橋6丁目     | つちはし         | 1976年5月1日     | 未実施             |                                                                                  |      |
| 土橋7丁目     | つちはし         | 1976年5月1日     | 未実施             |                                                                                  |      |
| 有馬1丁目     | ありま           | 1978年6月5日     | 1978年6月5日       | 有馬字北耕地、馬絹字大谷・字小台                                                 |      |
| 有馬2丁目     | ありま           | 1978年6月5日     | 1978年6月5日       | 有馬字北耕地・字東耕地、馬絹字小台・字平台                                       |      |
| 有馬3丁目     | ありま           | 1978年6月5日     | 1978年6月5日       | 有馬字北耕地・字東耕地・字南耕地                                                 |      |
| 有馬4丁目     | ありま           | 1978年6月5日     | 1978年6月5日       | 有馬字北耕地・字西耕地                                                           |      |
| 有馬5丁目     | ありま           | 1978年6月5日     | 1978年6月5日       | 有馬字北耕地・字西耕地・字南耕地                                                 |      |
| 有馬6丁目     | ありま           | 1978年6月5日     | 1978年6月5日       | 有馬字西耕地・字南耕地                                                           |      |
| 有馬7丁目     | ありま           | 1978年6月5日     | 1978年6月5日       | 有馬字西耕地                                                                     |      |
| 有馬8丁目     | ありま           | 1978年6月5日     | 1978年6月5日       | 有馬字北耕地・字西耕地・字鷺沼耕地                                               |      |
| 有馬9丁目     | ありま           | 1978年6月5日     | 1978年6月5日       | 有馬字西耕地・字鷺沼耕地                                                         |      |
| 東有馬1丁目   | ひがしありま     | 1989年2月27日    | 1989年2月27日      | 有馬字東耕地                                                                     |      |
| 東有馬2丁目   | ひがしありま     | 1989年2月27日    | 1989年2月27日      | 有馬字東耕地・字南耕地、野川字西耕地                                             |      |
| 東有馬3丁目   | ひがしありま     | 1989年2月27日    | 1989年2月27日      | 有馬字東耕地・字南耕地                                                           |      |
| 東有馬4丁目   | ひがしありま     | 1989年2月27日    | 1989年2月27日      | 有馬字南耕地                                                                     |      |
| 東有馬5丁目   | ひがしありま     | 1989年2月27日    | 1989年2月27日      | 有馬字南耕地、野川字西耕地                                                       |      |
| 野川          | のがわ           | 1938年10月1日    | 未実施             |                                                                                  |      |
| 野川本町3丁目 | のがわほんちょう | 2018年11月5日    | 2018年11月5日      | 野川字東耕地・字北耕地                                                           |      |
| 宮崎          | みやざき         | 1951年xx月xx日   | 未実施             |                                                                                  |      |
| 宮崎1丁目     | みやざき         | 1972年2月1日     | 未実施             |                                                                                  |      |
| 宮崎2丁目     | みやざき         | 1972年2月1日     | 未実施             |                                                                                  |      |
| 宮崎3丁目     | みやざき         | 1972年2月1日     | 未実施             |                                                                                  |      |
| 宮崎4丁目     | みやざき         | 1972年2月1日     | 未実施             |                                                                                  |      |
| 宮崎5丁目     | みやざき         | 1972年2月1日     | 未実施             |                                                                                  |      |
| 宮崎6丁目     | みやざき         | 1972年2月1日     | 未実施             |                                                                                  |      |
| 宮前平1丁目   | みやまえだいら   | 1972年2月1日     | 未実施             |                                                                                  |      |
| 宮前平2丁目   | みやまえだいら   | 1972年2月1日     | 未実施             |                                                                                  |      |
| 宮前平3丁目   | みやまえだいら   | 1972年2月1日     | 未実施             |                                                                                  |      |
| 鷺沼1丁目     | さぎぬま         | 1966年8月1日     | 未実施             |                                                                                  |      |
| 鷺沼2丁目     | さぎぬま         | 1966年8月1日     | 未実施             |                                                                                  |      |
| 鷺沼3丁目     | さぎぬま         | 1966年8月1日     | 未実施             |                                                                                  |      |
| 鷺沼4丁目     | さぎぬま         | 1966年8月1日     | 未実施             |                                                                                  |      |
| 梶ケ谷        | かじがや         | 1938年10月1日    | 未実施             |                                                                                  |      |

| 町名          | 町名の読み       | 町区域設定年月日 | 住居表示実施年月日 | 住居表示実施前の町名等                                        | 備考 |
| ------------- | ---------------- | ---------------- | ------------------ | ------------------------------------------------------------- | ---- |
| 菅生ケ丘      | すがおがおか     | 1989年9月25日    | 1989年9月25日      | 菅生字鷲ケ峯・字水沢・字柳町                                  |      |
| 水沢1丁目     | みずさわ         | 1988年2月29日    | 1988年2月29日      | 菅生字水沢・字中村、向ケ丘字南菅生                            |      |
| 水沢2丁目     | みずさわ         | 1988年2月29日    | 1988年2月29日      | 菅生字水沢                                                    |      |
| 水沢3丁目     | みずさわ         | 1988年2月29日    | 1988年2月29日      | 菅生字水沢・字鷲ケ峯                                          |      |
| 潮見台        | しおみだい       | 1988年2月29日    | 1988年2月29日      | 菅生字潮見台・字水沢・字鷲ケ峯                                |      |
| 初山1丁目     | はつやま         | 1986年11月23日   | 1986年11月23日     | 菅生字滝沢・字初山・字中村・字長沢                            |      |
| 初山2丁目     | はつやま         | 1986年11月23日   | 1986年11月23日     | 菅生字滝沢・字初山・字中村、向ケ丘字菅生・字南平・字南菅生    |      |
| 菅生1丁目     | すがお           | 1986年11月23日   | 1986年11月23日     | 菅生字滝沢・字中村・字柳町・字長沢                            |      |
| 菅生2丁目     | すがお           | 1986年11月23日   | 1986年11月23日     | 菅生字柳町・字長沢・字鷲ケ峯・字水沢                          |      |
| 菅生3丁目     | すがお           | 1986年11月23日   | 1986年11月23日     | 菅生字柳町・字鷲ケ峯・字水沢                                  |      |
| 菅生4丁目     | すがお           | 1986年11月23日   | 1986年11月23日     | 菅生字中村・字柳町・字水沢、向ケ丘字南菅生                    |      |
| 菅生5丁目     | すがお           | 1986年11月23日   | 1986年11月23日     | 菅生字初山・字中村                                            |      |
| 菅生6丁目     | すがお           | 1986年11月23日   | 1986年11月23日     | 菅生字中村、向ケ丘字菅生・字南菅生                            |      |
| 犬蔵1丁目     | いぬくら         | 1986年11月23日   | 1986年11月23日     | 菅生字中村・字清水・字枝谷、向ケ丘字菅生・字南菅生            |      |
| 犬蔵2丁目     | いぬくら         | 1986年11月23日   | 1986年11月23日     | 菅生字清水・字枝谷、向ケ丘字南菅生                            |      |
| 犬蔵3丁目     | いぬくら         | 1986年11月23日   | 1986年11月23日     | 菅生字清水・字枝谷、向ケ丘字南菅生                            |      |
| 平1丁目       | たいら           | 1985年11月5日    | 1985年11月5日      | 平字風久保・字堰下・字東                                      |      |
| 平2丁目       | たいら           | 1985年11月5日    | 1985年11月5日      | 平字風久保・字高山・字原ケ谷・字堰下・字東・字宮の谷、五所塚2 |      |
| 平3丁目       | たいら           | 1985年11月5日    | 1985年11月5日      | 平字高山・字原ケ谷                                            |      |
| 平4丁目       | たいら           | 1985年11月5日    | 1985年11月5日      | 平字原ケ谷・字堰下・字東・字宮の谷                            |      |
| 平5丁目       | たいら           | 1985年11月5日    | 1985年11月5日      | 平字堰下・字東、向ケ丘字南平                                  |      |
| 平6丁目       | たいら           | 1985年11月5日    | 1985年11月5日      | 平字東、向ケ丘字南平                                          |      |
| 神木本町1丁目 | しぼくほんちょう | 1982年7月1日     | 1982年7月1日       | 長尾字東高根・字元泉、五所塚1                                 |      |
| 神木本町2丁目 | しぼくほんちょう | 1982年7月1日     | 1982年7月1日       | 長尾字東高根・字元泉、上作延字原間谷                          |      |
| 神木本町3丁目 | しぼくほんちょう | 1982年7月1日     | 1982年7月1日       | 長尾字元泉・字長峰                                            |      |
| 神木本町4丁目 | しぼくほんちょう | 1982年7月1日     | 1982年7月1日       | 長尾字長峰、向ケ丘字神木、上作延字南原                        |      |
| 神木本町5丁目 | しぼくほんちょう | 1982年7月1日     | 1982年7月1日       | 長尾字元泉・字長峰、向ケ丘字神木                              |      |
| 五所塚1丁目   | ごしょづか       | 1961年4月15日    | 未実施             |                                                               |      |
| 五所塚2丁目   | ごしょづか       | 1961年4月15日    | 未実施             |                                                               |      |
| 南平台        | なんぺいだい     | 1985年11月5日    | 1985年11月5日      | 向ケ丘字南平、平字宮の谷                                      |      |
| 白幡台1丁目   | しらはただい     | 1971年10月19日   | 未実施             |                                                               |      |
| 白幡台2丁目   | しらはただい     | 1971年10月19日   | 未実施             |                                                               |      |

1. ↑  高津区の区域に属する区域を除く。
2. 1 2  神木土地区画整理事業換地処分公告の翌日
3. 1 2 3 4 5 6 7 8 9 10 11 12 13 14 15 16 17 18 19 20 21 22 23 24 25 26 27 28  町名地番整理実施区域
4. 1 2  小台土地区画整理事業換地処分公告の翌日
5. 1 2 3 4 5 6 7 8 9 10  宮崎土地区画整理事業換地処分公告の翌日
6. 1 2 3 4 5 6  土橋土地区画整理事業換地処分公告の翌日
7. 1 2 3 4  有馬第一土地区画整理事業換地処分公告の翌日

## 住宅

### 大規模マンション
- ドレッセ鷺沼の杜プライムフォレスト
- グレーシアガーデンたまプラーザ
- 向ヶ丘遊園センチュリータウン
- ドレッセ美しの森セントヴェール
- ドレッセ鷺沼オーセンティックテラス
- クレストシティ宮崎台
- プラウドシティ宮崎台ウエストコート
- プラウドシティ宮崎台イーストコート
- ドレッセ美しの森シルフィーノウエストウィング
- ドレッセ美しの森シルフィーノイーストウィング
- グリーンコーポ多摩プラザ
- ヴィルヌーヴ鷺沼
- グランノア宮前平
- ビクトリアヴェール鷺沼
- ブランズ宮崎台オンザテラス
- 宮前平アベリア
- プラウド宮前平
- クレッセントグランコート
- サンクタス宮崎台
- シャリエたまプラーザ
- ブランズ宮崎台プレイス
- ライオンズたまプラーザ美しの森
- ザ・パークハウス宮前平
- ザ・パークハウス宮崎台

### 住宅団地
- 白幡台住宅
- 長尾住宅

## 姉妹都市・友好都市
- 長野県佐久市 - 2000年（平成12年）3月27日、交流都市締結。

## 教育

### 大学
- 聖マリアンナ医科大学

### 高校
- 神奈川県立川崎北高等学校

### 中学校
| - 川崎市立有馬中学校 - 川崎市立平中学校 - 川崎市立犬蔵中学校 - 川崎市立野川中学校 | - 川崎市立菅生中学校 - 川崎市立宮前平中学校 - 川崎市立宮崎中学校 - 川崎市立向丘中学校 |

### 小学校
| - 川崎市立野川小学校 - 川崎市立南野川小学校 - 川崎市立西野川小学校 - 川崎市立宮崎小学校 - 川崎市立宮崎台小学校 - 川崎市立有馬小学校 - 川崎市立西有馬小学校 - 川崎市立富士見台小学校 - 川崎市立宮前平小学校 | - 川崎市立鷺沼小学校 - 川崎市立向丘小学校 - 川崎市立平小学校 - 川崎市立白幡台小学校 - 川崎市立犬蔵小学校 - 川崎市立稗原小学校 - 川崎市立菅生小学校 - 川崎市立土橋小学校 |

## 交通

### 鉄道
- 東急電鉄
  - 田園都市線： - 鷺沼駅 - 宮前平駅 - 宮崎台駅 -
- 東日本旅客鉄道（JR東日本）
  - 武蔵野線： - 梶ヶ谷貨物ターミナル駅 -

このほか、計画中の中央新幹線が区内地下を通過する予定。区内に駅は設けられないが、梶ケ谷非常口と犬蔵非常口が設けられる。

### 路線バス
- 川崎市交通局
  - 鷲ヶ峰営業所
  - 鷲ヶ峰営業所菅生車庫（旧・菅生営業所）
- 東急バス
- 小田急バス

### 高速路線バス
- 向ヶ丘バスストップ

### 道路
- 高速道路
  - 東名高速道路：東名川崎IC
- 一般国道
  - 国道246号
- 主要地方道
  - 神奈川県道13号横浜生田線（浄水場通り）
  - 神奈川県道45号丸子中山茅ヶ崎線（中原街道）
- 市道
  - 尻手黒川道路

## 名所・旧跡・観光スポット・祭事・催事

### 名所・旧跡
- 稲毛薬師・威徳山影向寺（ようごうじ）
- 白幡八幡大神（稲毛荘惣社）
- 野川神明社
- 有馬神明社
- 神木山 等覚院（とうがくいん）（つつじ寺）
- 馬絹神社（馬絹古墳）
- 東高根遺跡
- 五所塚（権現台遺跡）
- 水沢の森（菅生緑地、平瀬川水源）

### 観光・レジャー
- 東高根森林公園
- 電車とバスの博物館
宮崎台駅前にある東急電鉄が運営する交通博物館。
- 生田緑地
- 鷺沼プール
1968年に開設された市内最大の面積を誇るプール。川崎市水道局が運営していたが2002年に廃止。現在は「かっぱーく鷺沼」として、小学校・保育園・公園・フットサル場が設けられている（2006年3月にフットサル専用コート「フロンタウンさぎぬま」開設）。
- 川崎有馬温泉 有馬療養温泉旅館（泉質：単純鉄冷鉱泉）
この地の温泉としては、阿倍内親王（後の孝謙天皇・称徳天皇）が738年（天平10年）に金色に輝く霊泉に入浴し全快したという記録（春日山常楽寺略縁起）が残るほど歴史は古いが、当旅館については安岡孝が1966年（昭和41年）に温泉を偶然発見し、2年後の1968年（昭和43年）に温泉療養施設として開設したものである。同年には度々温泉を訪れた当時の厚生大臣・園田直が「霊光泉」（りょうこうせん）と命名しており、皇后陛下に献上された記念碑も敷地内に残っている。冬場（氷点下の日）の朝一番には、温泉の表面に黄金色の膜が広がるのが特徴的である[4][5]。

### その他
- 川崎中央市場北部市場
- 潮見台浄水場
- 鷺沼車両基地
- 防衛装備庁艦艇装備研究所川崎支所
- NEXCO中日本コミュニケーション・プラザ川崎（東名高速道路東京料金所構内）

## 宮前区出身の有名人
- 塀内夏子（漫画家）
- 沖田浩之 - 元アイドル、俳優
- 高井雄平（プロ野球選手）
- 石田駿（プロ野球選手）
- ベッキー[6]（タレント）
- 森本貴幸（サッカー選手）
- 青木慶則（シンガーソングライター）
- 織田裕二（俳優）
- 木口亜矢（タレント）
- 丸居沙矢香（アイドル）
- コムアイ(元水曜日のカンパネラ)（アーティスト）
- 井上銘（ジャズ・ギタリスト）
- 田中碧 (サッカー選手)
- 三笘薫 (サッカー選手)

## 宮前区在住の有名人
- 宮川俊二（アナウンサー）
- ルー大柴（タレント）